# Mary Katherine Goddard
Mary Katharine Goddard (16 giugno 1738 – Baltimora, 12 agosto 1816) è stata un'editrice statunitense.

## Biografia
Fu la prima a stampare la Dichiarazione d'indipendenza degli Stati Uniti con i nomi dei firmatari. Suo fratello William Goddard era stato editore e stampatore di un giornale rivoluzionario chiamato The Journal Maryland. La signora Goddard prese il controllo del giornale nel 1774, quando suo fratello era occupato in viaggio per affari e continuò a pubblicare tutta la guerra d'indipendenza americana fino al 1784. Successivamente, suo fratello la costrinse ad abbandonare il giornale a causa di un aspro litigio. Nel 1775 divenne tipografa nell'ufficio postale di Baltimora. Gestì un negozio di libri e ha pubblicò un almanacco.
Quando il 18 gennaio 1777 il Congresso continentale decise di stampare la Dichiarazione di Indipendenza, Goddard fu una dei primi ad offrire l'uso della sua stampa nonostante i rischi di essere considerata una traditrice da parte degli inglesi. La sua copia, la stampa Goddard fu la seconda stampa ma la prima a contenere i nomi dei firmatari.
Goddard fu una tipografa di successo per 14 anni ma fu rimossa dalla sua posizione nel 1789 dal capo tipografo Samuel Osgood, nonostante le proteste generali da parte della comunità di Baltimora. Osgood nominò un suo alleato politico per sostituirla. Il 12 novembre 1789 oltre 230 cittadini di Baltimora presentarono una petizione per chiedere il suo reintegro, ma non ebbe successo. Dopo il suo licenziamento, Goddard vendette i suoi libri e la cancelleria. Morì 12 agosto 1816 amata dalla sua comunità.